# Frankliniella annulipes
Frankliniella annulipes (лат.) — вид трипсов рода Frankliniella (Thripinae, Thysanoptera). Неотропика (Центральная Америка и Карибские острова).

## Описание
Сочетание бледных передних голеней с двухцветными средними и задними голенями у этого вида сходно с южноамериканскими сородичами Frankliniella rex Hood и Frankliniella regalis Hood. Другой похожий вид, Frankliniella varipes Moulton, описанный из Бразилии, также имеет двухцветные задние голени, но средние голени бледнее. Все они обладают ромбовидным скоплением из 4-6 волосков на субапикальной дорсальной поверхности VI сегмента усиков. Отличительные признаки: тело тёмное, передние крылья тёмные, базально более бледные, бёдра тёмные, передние голени бледные, средние и задние голени тёмные, базально бледные. Пигментированные вентральные глазные фасетки с рисунком 0-1-2. Антеннальный сегмент VI с 4-6 мельчайшими дорсальными волосками, часто расположенными в виде ромба. Пронотум с 2 волосками mAM. Верхняя поверхность задних конечностей с микротрихиями. Тергит VIII брюшка заднемаргинальный гребень полный.